# 長野県丸子修学館高等学校
長野県丸子修学館高等学校（ながのけんまるこしゅうがくかんこうとうがっこう）は、長野県上田市に所在する公立の高等学校。かつては「長野県丸子実業高等学校」という校名で、長らく「実高」または「丸実」の略称で知られた。文化祭は「柳門祭」と称する。現在の略称は「丸子」「丸高」「丸修」である。

## 設置学科
- 総合学科
  - 文化アカデミー系列
  - サイエンスアカデミー系列
  - バイオ環境テクノ系列
  - 情報ビジネス系列
  - スポーツ健康系列
  - 芸術デザイン系列

## 沿革
- 1912年4月1日 - 長野県小県郡組合立丸子農商学校として開校（4月23日開校式挙行、ちなみに組合立とは現在の上田市の旧丸子町・武石村地域6か村（※丸子村・西内村・東内村・依田村・塩川村・武石村、長瀬村を除く）の事を指す。）。
- 1922年4月1日 - 長野県立に移管。長野県丸子農商学校と改称。
- 1925年3月20日 - 丸子町立（のちに長野県依田窪町村組合立）丸子実科高等女学校開校。
- 1943年4月1日 - 丸子実科高等女学校が長野県に移管し、長野県丸子高等女学校と改称。
- 1944年4月1日 - 長野県丸子農商学校に長野県丸子農工学校が併設され、戦争激化により商業科の募集が停止された。
- 1946年1月11日 - 商業科の募集復活。
- 1947年4月1日 - 学制改革の第1段階（小学校6年、中学校3年のいわゆる6・3制）の施行により、長野県丸子農商学校と長野県丸子農工学校に併設中学校が設置される。
※両校の併設中学校は第2段階実施後も統合・改称を行わなかった。
- 1948年4月1日 - 学制改革の第2段階（小学校6年、中学校3年、高等学校3年、大学4年。中学校まで義務教育のいわゆる6・3・3・4制）の施行により、長野県丸子農商学校と長野県丸子農工学校が統合されて長野県丸子実業高等学校となる。長野県丸子高等女学校は長野県丸子高等学校に改組。
- 1949年4月1日 - 長野県丸子高等学校を吸収合併し、男女共学化。
- 1950年3月31日 - 長野県丸子農商学校・丸子農工学校併設中学校廃止。高等学校のみとなる。
- 2007年4月1日 - 総合学科の開設に伴い、「長野県丸子修学館高等学校」に改称。

## 教育目標
- 知性を磨き、創造的思考を逞しくし、情操をやしない進取態度を養う人間形成に主眼をおき、有為な人材の育成を期する。

## 校歌
- 校歌（作詞：本校国語科 作曲：兎束武雄）

## 甲子園戦績

### 夏
- 1965年（第47回） - 1回戦：天理3-1、2回戦：佐賀商11-3、3回戦：銚子商0-3
- 1972年（第54回） - 1回戦：高松一6-7
- 1973年（第55回） - 1回戦：箕島9-4、2回戦：今治西0-5
- 1982年（第64回） - 1回戦：春日丘2-3
- 1985年（第67回） - 1回戦：延岡商0-3
- 1989年（第71回） - 1回戦：上宮3-10
- 1990年（第72回） - 1回戦：徳島商2-7

### 春
- 1962年（第34回） - 1回戦：八幡商1-6
- 1973年（第45回） - 1回戦：和歌山工10-3、2回戦：日大一0-1
- 1977年（第49回） - 1回戦：岡山南4-7
- 2008年（第80回） - 1回戦：智弁和歌山4-12

このように甲子園では勝ち星に恵まれず、松商学園、長野高校とともに内弁慶の烙印を押されている。

## 不祥事
同校は体育系課外活動にて「強豪」と称されることが多いが、生徒および関係者の素行不良などが度々問題になっている。特に課外活動上での不祥事が多く、本項では刑事事件に発展したものを記す。

### 高校野球史最悪の暴動・没収試合
1969年7月25日の第51回選手権長野大会本選1回戦において、審判の判定に不満を持った丸子実高が遅延行為に出たため、没収試合が宣せられた。没収試合を告げる場内放送後、丸子実高の関係者らがこの決定に逆上し、暴徒化。最終的には長野県警の警官隊130人が出動し、逮捕者2名を出すという高校野球史上最悪の不祥事にまで発展した。詳しくは放棄試合の項を参照されたい。

### 出場停止処分
1978年に野球部員が強姦事件を起こし逮捕され、これが元で日本高等学校野球連盟から1年間の対外試合停止処分を科され、当時の野球部長と監督の辞任にまで発展した。

### バレーボール部員自殺事件
2005年12月、男子バレーボール部員の生徒が自殺した。自殺した生徒の母親は「自殺の原因はバレーボール部内のいじめによるものだ」として校長を殺人と名誉棄損で刑事告訴し、さらにバレーボール部員とその両親、校長、長野県に損害賠償を求める民事訴訟を起こした。また母親は後日、長野県教育委員会の職員一名と長野県警の警察官一名を名誉棄損および地方公務員法違反で刑事告訴した。
これに対してバレーボール部の保護者会を中心とした30名が、「いじめの事実はないのに加害者と決めつけられて精神的被害を被った」として、自殺した生徒の母親に損害賠償を求めて逆に民事訴訟を起こした。

## 著名な出身者
- 白井汪芳 - 信州大学名誉教授、元長野大学理事長、元繊維学会会長。
- 中島そのみ - カントリー歌手、女優
- 堀場秀孝 - 元プロ野球選手（広島東洋カープ、大洋ホエールズ、読売ジャイアンツ）。元長野県議会議員。
- 小林邦昭 - 元プロレスラー。新日本プロレスフロント。
- 桃井進 - 元プロ野球選手（ロッテオリオンズ）・パシフィック・リーグ審判。元長野県議会議員。
- 土屋貴子 - 女優、信州上田観光大使
- 星野八千穂 - 元プロ野球選手（北海道日本ハムファイターズ）、日本ハム打撃投手

## 最寄駅
- しなの鉄道しなの鉄道線：大屋駅